# محمود الخليلي
محمود خليلي فنان تشكيلي وممثل فلسطيني (مواليد مخيم النيرب، حلب في 1957)، وهو من قرية الجشّ في الجليل الأعلى. تخرَّج في كلية الفنون الجميلة بدمشق قسم التصوير – 1982. وحصل على دبلوم تربية من وكالة الإغاثة الدولية 1984. رئيس الاتحاد العام للفنانين التشكيليين الفلسطينيين / فرع سوريا. عضو الاتحاد العام للفنانين التعبيريين الفلسطينيين. عضو الاتحاد العام للكتاب والصحافيين الفلسطينيين. عضو نقابة الفنون الجميلة في سوريا. متفرّغ للعمل الفني، ويعمل حالياً في الإخراج الصحفي. يعمل إلى جانب الفن التشكيلي، في مجال التمثيل المسرحي والتلفزيوني.
شارك في معظم معارض الاتحاد في سوريا منذ التأسيس، وأهمها:
- معرض افتتاح صالة ناجي العلي للفنون التشكيلية مع الفنانين: مصطفى الحلاَّج – غازي إنعيم – عبد الحي مسلّم – عبد المعطي أبو زيد.
- معرض افتتاح دار الكرامة للفنون التشكيلية مع الفنانين: علي الكفري – خير الله الشيخ سليم – فايز عريشة – اديب خليل.

عمَل في المسرح وصناعة السينما ومن أعماله في السينما:
- "بواب الريح" (1987)
- "إمام الفقهاء" (1990)
- "معاوية والحسن والحسين" (1994)
- "رجل الانقلابات" (1997)
- "عز الدين القسام" (2002)
- "ابن قزمان" (2004)

وله أعمال في التلفزيون منها:
- "صلاح الدين الأيوبي" (2001)
- "الإمام" (2006)
- "بروكار" (2016)
- "فتح الأندلس" (2022)
- "البوابة الثانية" (2023)
- "الظلال" (2023)
- "العودة" (2023)[2]